# Team Vorarlberg
Das Team Vorarlberg ist ein österreichisches Radsportteam mit dem Status als Continental Team. Von 2006 bis zum Juni 2010 nahm die Mannschaft als Professional Continental Team an Rennen der UCI Europe Tour und der UCI ProTour bzw. UCI WorldTour teil. Der Sitz des Teams befindet sich in Rankweil.
Die Mannschaft wurde als Team Volksbank bekannt, nachdem seit Gründung die Volksbank Hauptsponsor und Namensgeber gewesen war, sich dann aber mit Saisonende 2008 vom Radsport-Sponsoring zurückzog.

## Teamgeschichte

### Anfänge(1999 bis 2005)
Die Mannschaft wurde 1999 unter dem Namen Team Volksbank-Colnago als Elite-Team gegründet und bestritt in den Anfangszeit hauptsächlich nationale Rennen in Österreich. Dabei setzte die Mannschaft vor allem auf junge Fahrer aus dem U23-Bereich, unter anderem auf den damaligen Mountainbike-Weltmeister Michael Rasmussen, späterer Gewinner des Gepunkteten Trikots der Tour de France 2005 und Tour de France 2006.
2002 machte das Team unter Führung der Zwillingsbrüder Thomas und Johannes Kofler den Schritt zur GS3-Mannschaft, was dem heutigen Status eines Continental Teams entspricht. Ab dieser Saison trug das Team den Namen Volksbank-Ideal, unter dem es international erste Erfolge feiern konnte und erstmals einem breiteren Publikum außerhalb Österreichs bekannt wurde. Die erste Saison als Halb-Profimannschaft endete mit 35 Top-10-Platzierungen, darunter acht Siege. Die größten Erfolge der jungen Mannschaft waren der Gewinn von Berg- und Punktewertung der Österreich-Rundfahrt.
2003 verstärkte sich die Mannschaft mit Legionären aus dem benachbarten Ausland. So trugen die beiden Schweizer Pascal Hungerbühler und Jean Nuttli, der die Brandenburg-Rundfahrt für sich entscheiden konnte, ebenso wie der Slowene Jure Golčer, Zweiter in der Gesamtwertung der Österreich-Rundfahrt, maßgeblich zum Aufstieg des Team Volksbank bei. 2004 stieß der Deutsche René Weissinger zum Team, der bei der Bayern-Rundfahrt mit dem vierten Gesamtrang überraschte. Im selben Jahr gewann Pascal Hungerbühler Rund um den Flughafen Köln-Bonn. Eine bemerkenswerte Errungenschaft waren zudem drei von vier möglichen Staatsmeistertiteln. Die Fahrer des Teams in Österreich errungen: Hans-Peter Obwaller bei der Bergmeisterschaft, Harald Berger im U23-Zeitfahrbewerb und Harald Morscher, der in dieser Saison zum Team gestoßen war, zum ersten Mal in der Teamgeschichte den Straßen-Titel.
Zum Saisonstart 2005 gewann René Weissinger das Schweizer UCI-Rennen Tour de Berne.

### Erstes österreichisches Profi-Team(2006 bis 2008)
2006 stieg das Team als erste österreichische Mannschaft zum Professional Continental Team auf. Betreibergesellschaft der Mannschaft ist seit 2006 die Pro Event Cycling Sports GmbH von Thomas Kofler und Harald Morscher. Bekannte österreichische ehemalige ProTeam-Fahrer wie Gerrit Glomser oder Andreas Matzbacher verstärkten das Team Volksbank. 2007 folgten weitere bekanntere Namen wie Gerhard Trampusch oder der Schweizer Florian Stalder, der von der aufgelassenen Phonak Hearing Systems -Mannschaft nach Vorarlberg wechselte.

Team Volksbank-Betreuer und Team-Gründer Thomas Kofler (links) bei der Deutschland Tour 2007

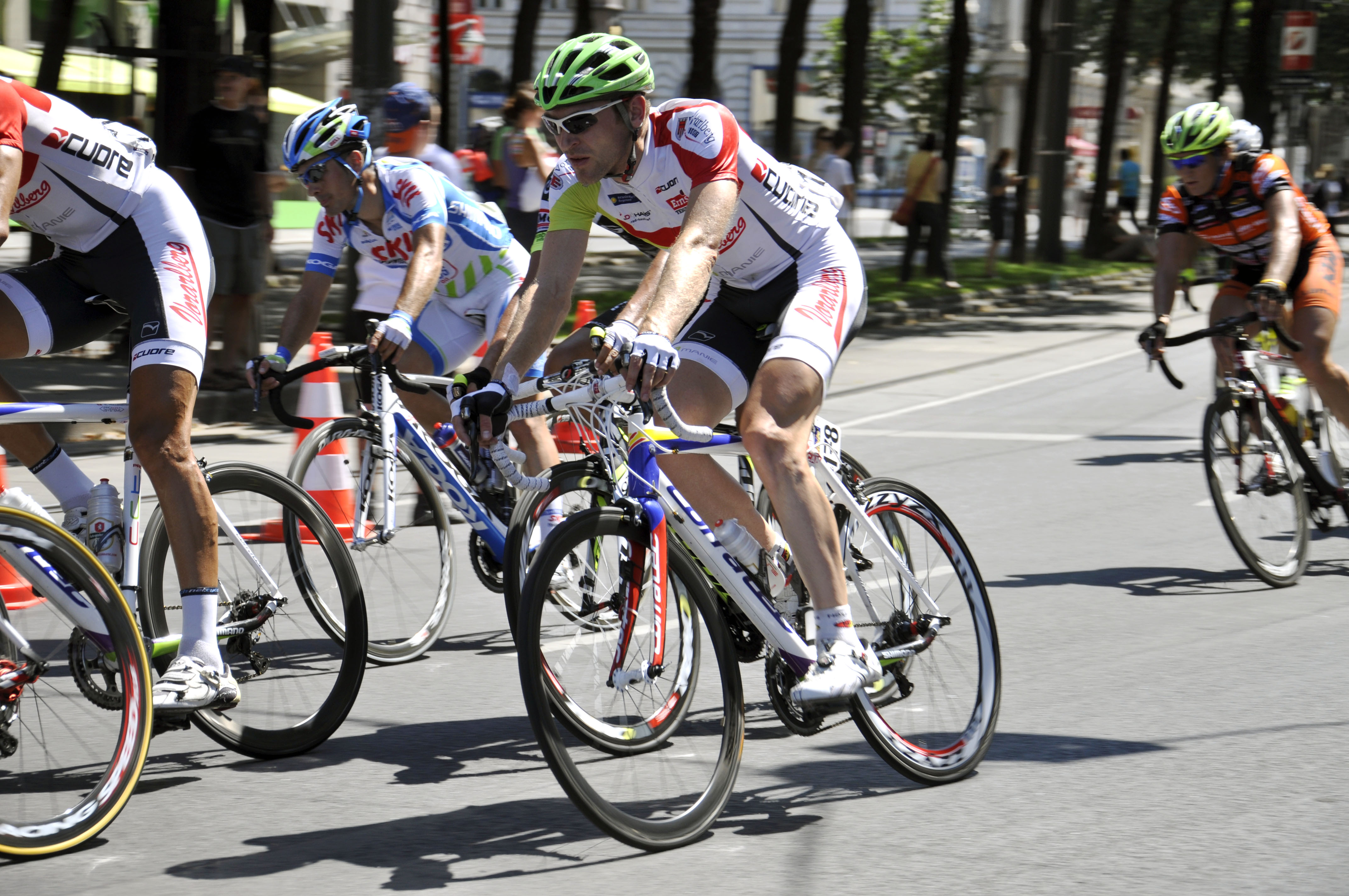
Der Deutsche René Weissinger im Trikot des Team Vorarlberg bei der Österreich-Rundfahrt 2011

Abseits der Rennstrecken erlebte die Mannschaft einen turbulenten Start in das Rennjahr, nachdem Ex-Tour-de-France-Sieger Jan Ullrich bei einer Pressekonferenz, bei der er seinen Rücktritt vom aktiven Radsport erklärte, eine neue Tätigkeit in der Führungsebene des Team Volksbank bekannt gab. Als sich der Verdacht gegen Jan Ullrich im spanischen Dopingskandal erhärtete, reagierte die Mannschaft und legte das Engagement von Ullrich auf Eis.
Neben einer von vier ProTour-Wildcards für die Deutschland Tour erhielt die Mannschaft 2007 auch die einzige Wildcard für die Tour de Suisse, bei der Florian Stalder die Sprintwertung für sich entscheiden konnte. Gerrit Glomser feierte auf der 6. Etappe der Österreich-Rundfahrt in diesem Jahr den ersten Etappenerfolg der Mannschaft bei der Heim-Rundfahrt.
Am 10. Juni 2008 wurde das Team nach dreimonatiger Probezeit als offizielles Mitglied der „Bewegung für einen glaubwürdigen Radsport“, MPCC, bestätigt. Für den größten Erfolg in dieser Saison sorgte Olaf Pollack mit einem Etappensieg bei der Bayern-Rundfahrt.

### Ära nach Volksbank(2009 bis 2010)
Nachdem der langjährige Hauptsponsor des Teams, die österreichische Volksbank, zur Saison 2009 den Ausstieg aus dem Radsport-Sponsoring bekanntgab, ging die Mannschaft erstmals ohne Hauptsponsor unter dem Namen Team Vorarlberg-Corratec an den Start. Das Team wurde in diesem Jahr als erste österreichische Mannschaft überhaupt zur Flandern-Rundfahrt eingeladen. Der deutsche Sprinter Sebastian Siedler gewann für das Team je eine Etappe der Tour of Turkey und der Dänemark-Rundfahrt.
Am 12. Juni 2010 verlautbarte die UCI die Aberkennung der Professional Continental-Lizenz des Teams. Offiziell nannte die UCI dafür keine Gründe.
Per 1. Juli war das Team nur noch mit einer Continental-Lizenz ausgestattet. Einige der Leistungsträger wie Andreas Dietziker, Hubert Schwab oder René Haselbacher unterzeichneten vorerst keinen neuen Vertrag bei der nunmehr drittklassigen Mannschaft. Ex-Profi Harald Morscher, zuvor bereits Miteigentümer des Teams, übernahm offiziell das Management.
In der zweiten Saisonhälfte gewann Josef Benetseder für das Team die Bergwertung bei der Österreich-Rundfahrt und holte im September zum ersten Mal in der Teamgeschichte den Einzel-Titel in der österreichischen Rad-Bundesliga, der Tchibo Top Rad Liga.
Für die Saison 2011 löste das Team Vorarlberg, wie es nun offiziell hieß, keine Lizenz als Professional Continental Team, und begann das Jahr erstmals seit 2005 wieder als Continental Team.

## Erfolge

### Saison 2025
Erfolge
| Siege | Siege  | Siege | Siege  | Siege  | Siege |
| Datum | Rennen | Staat | Klasse | Sieger |       |
| ----- | ------ | ----- | ------ | ------ | ----- |

Mannschaft
| Teamkader 2025          | Teamkader 2025     | Teamkader 2025 | Teamkader 2025                        |
| Name                    | Geburtsdatum       | Land           | Vorheriges Team                       |
| ----------------------- | ------------------ | -------------- | ------------------------------------- |
| Dominik Amann           | 12. Februar 1999   | Österreich     |                                       |
| Pirmin Benz             | 26. November 2000  | Deutschland    | Rad-net Rose Team (2022)              |
| Liam Crowley            | 2. April 2002      | Irland         |                                       |
| Kilian Feurstein        | 6. Juni 2003       | Österreich     |                                       |
| Daniel Geismayr         | 28. August 1989    | Österreich     |                                       |
| Alexander Konychev      | 25. Juli 1998      | Italien        | Team Corratec-Selle Italia (2023)     |
| Lukas Meiler            | 14. Februar 1995   | Deutschland    | Gebrüder Weiss-Oberndorfer (2014)     |
| Laurin Nenning          | 25. September 2004 | Österreich     |                                       |
| Jannis Peter            | 30. Oktober 2000   | Deutschland    | P&S Benotti (2023)                    |
| Félix Stehli            | 18. Oktober 2000   | Schweiz        | EF Education-Nippo Development (2023) |
| Colin Stüssi            | 4. Juni 1993       | Schweiz        | Amore & Vita-Prodir (2018)            |
| Emanuel Zangerle        | 24. September 2000 | Österreich     | Felt Felbermayr (2024)                |
|                         |                    |                |                                       |
| Quelle: ProCyclingStats |                    |                |                                       |

### Saison 2024
Erfolge
| Siege    | Siege                         | Siege    | Siege  | Siege        | Siege |
| Datum    | Rennen                        | Staat    | Klasse | Sieger       |       |
| -------- | ----------------------------- | -------- | ------ | ------------ | ----- |
| 25. Jul. | Portugal-Rundfahrt, 1. Etappe | Portugal | 2.1    | Colin Stüssi |       |

Mannschaft
| Teamkader 2024                   | Teamkader 2024     | Teamkader 2024 | Teamkader 2024                        |
| Name                             | Geburtsdatum       | Land           | Vorheriges Team                       |
| -------------------------------- | ------------------ | -------------- | ------------------------------------- |
| Dominik Amann                    | 12. Februar 1999   | Österreich     |                                       |
| Pirmin Benz                      | 26. November 2000  | Deutschland    | Rad-net Rose Team (2022)              |
| Kilian Feurstein                 | 6. Juni 2003       | Österreich     |                                       |
| Jon Knolle                       | 11. September 1999 | Deutschland    | Saris Rouvy Sauerland Team (2022)     |
| Tomoya Koyama (1. Jan.–11. Jun.) | 18. Juli 1998      | Japan          | Global 6 Cycling (2023)               |
| Lukas Meiler                     | 14. Februar 1995   | Deutschland    | Gebrüder Weiss-Oberndorfer (2014)     |
| Laurin Nenning                   | 25. September 2004 | Österreich     |                                       |
| Jannis Peter                     | 30. Oktober 2000   | Deutschland    | P&S Benotti (2023)                    |
| Nikolas Riegler                  | 15. September 2001 | Österreich     | Sport.Land. Niederösterreich (2020)   |
| Lukas Rüegg                      | 9. September 1996  | Schweiz        | Swiss Racing Academy (2021)           |
| Félix Stehli                     | 18. Oktober 2000   | Schweiz        | EF Education-Nippo Development (2023) |
| Colin Stüssi                     | 4. Juni 1993       | Schweiz        | Amore & Vita-Prodir (2018)            |
| Moran Vermeulen                  | 14. Juni 1997      | Österreich     | Felbermayr Simplon Wels (2022)        |
|                                  |                    |                |                                       |
| Quelle: ProCyclingStats          |                    |                |                                       |

### Saison 2023
Erfolge
| Siege    | Siege                             | Siege    | Siege  | Siege        | Siege |
| Datum    | Rennen                            | Staat    | Klasse | Sieger       |       |
| -------- | --------------------------------- | -------- | ------ | ------------ | ----- |
| 17. Aug. | Portugal-Rundfahrt, 7. Etappe     | Portugal | 2.1    | Colin Stüssi |       |
| 20. Aug. | Portugal-Rundfahrt, Gesamtwertung | Portugal | 2.1    | Colin Stüssi |       |

Mannschaft
| Teamkader 2023          | Teamkader 2023     | Teamkader 2023 | Teamkader 2023                      |
| Name                    | Geburtsdatum       | Land           | Vorheriges Team                     |
| ----------------------- | ------------------ | -------------- | ----------------------------------- |
| Dominik Amann           | 12. Februar 1999   | Österreich     |                                     |
| Pirmin Benz             | 26. November 2000  | Deutschland    | Rad-net Rose Team (2022)            |
| Antoine Berlin          | 2. August 1989     | Monaco         | Nice Métropole Côte d'Azur (2022)   |
| Óscar Cabedo            | 12. November 1994  | Spanien        | Burgos-BH (2022)                    |
| Peter Inauen            | 28. Juli 1996      | Schweiz        |                                     |
| Jon Knolle              | 11. September 1999 | Deutschland    | Saris Rouvy Sauerland Team (2022)   |
| Lukas Meiler            | 14. Februar 1995   | Deutschland    | Gebrüder Weiss-Oberndorfer (2014)   |
| Laurin Nenning          | 25. September 2004 | Österreich     |                                     |
| Nikolas Riegler         | 15. September 2001 | Österreich     | Sport.Land. Niederösterreich (2020) |
| Lukas Rüegg             | 9. September 1996  | Schweiz        | Swiss Racing Academy (2021)         |
| Linus Stari             | 4. Januar 1998     | Österreich     |                                     |
| Colin Stüssi            | 4. Juni 1993       | Schweiz        | Amore & Vita-Prodir (2018)          |
| Moran Vermeulen         | 14. Juni 1997      | Österreich     | Felbermayr Simplon Wels (2022)      |
|                         |                    |                |                                     |
| Quelle: ProCyclingStats |                    |                |                                     |

### Saison 2022
Erfolge
| Siege    | Siege                    | Siege        | Siege  | Siege           | Siege |
| Datum    | Rennen                   | Staat        | Klasse | Sieger          |       |
| -------- | ------------------------ | ------------ | ------ | --------------- | ----- |
| 24. Mär. | Rhodos-Rundfahrt, Prolog | Griechenland | 2.2    | Lukas Meiler    |       |
| 28. Jul. | Tour Alsace, 2. Etappe   | Frankreich   | 2.2    | Roland Thalmann |       |
| 7. Aug.  | Czech Tour, 4. Etappe    | Tschechien   | 2.1    | Alexis Guérin   |       |

Mannschaft
| Teamkader 2022          | Teamkader 2022     | Teamkader 2022 | Teamkader 2022                      |
| Name                    | Geburtsdatum       | Land           | Vorheriges Team                     |
| ----------------------- | ------------------ | -------------- | ----------------------------------- |
| Dominik Amann           | 12. Februar 1999   | Österreich     |                                     |
| Daniel Ganahl           | 16. Juli 1996      | Österreich     |                                     |
| Alexis Guérin           | 6. Juni 1992       | Frankreich     | Delko Marseille Provence (2019)     |
| Lukas Meiler            | 14. Februar 1995   | Deutschland    | Gebrüder Weiss-Oberndorfer (2014)   |
| Martin Meiler           | 19. März 1998      | Deutschland    |                                     |
| Matthias Reutimann      | 15. November 1994  | Schweiz        | Swiss Racing Academy (2021)         |
| Nikolas Riegler         | 15. September 2001 | Österreich     | Sport.Land. Niederösterreich (2020) |
| Lukas Rüegg             | 9. September 1996  | Schweiz        | Swiss Racing Academy (2021)         |
| Linus Stari             | 4. Januar 1998     | Österreich     |                                     |
| Colin Stüssi            | 4. Juni 1993       | Schweiz        | Amore & Vita-Prodir (2018)          |
| Roland Thalmann         | 5. August 1993     | Schweiz        | Roth-Akros (2017)                   |
| Riccardo Zoidl          | 8. April 1988      | Österreich     | Felbermayr Simplon Wels (2021)      |
|                         |                    |                |                                     |
| Quelle: ProCyclingStats |                    |                |                                     |

### Saison 2021
Erfolge in der UCI Continental Circuits
| Datum        | Rennen                                 | Kat. | Sieger         |
| ------------ | -------------------------------------- | ---- | -------------- |
| 12. März     | 1. Etappe Istrian Spring Trophy        | 2.2  | Filippo Fortin |
| 13. Juni     | 3. Etappe Oberösterreich-Rundfahrt     | 2.2  | Alexis Guérin  |
| 10.–13. Juni | Gesamtwertung Oberösterreich-Rundfahrt | 2.2  | Alexis Guérin  |
| 5. Juli      | 2. Etappe Sibiu Cycling Tour           | 2.1  | Alexis Guérin  |
| 8. August    | 4. Etappe Tour de Savoie Mont-Blanc    | 2.2  | Alexis Guérin  |

### Saison 2019
Erfolge in der UCI Europe Tour
| Datum        | Rennen                                      | Kat. | Sieger         |
| ------------ | ------------------------------------------- | ---- | -------------- |
| 10. Mai      | 1a. Etappe CCC Tour-Grody Piastowskie (EZF) | 2.2  | Jannik Steimle |
| 2. Juni      | 4. Etappe Flèche du Sud                     | 2.2  | Jannik Steimle |
| 14. Juni     | 1. Etappe Oberösterreich-Rundfahrt          | 2.2  | Jannik Steimle |
| 13.–16. Juni | Gesamtwertung Oberösterreich-Rundfahrt      | 2.2  | Jannik Steimle |
| 21. Juni     | 2. Etappe Tour de Savoie Mont-Blanc         | 2.2  | Colin Stüssi   |
| 6. Juli      | Prolog Österreich-Rundfahrt (EZF)           | 2.1  | Jannik Steimle |
| 11. Juli     | 5. Etappe Österreich-Rundfahrt              | 2.1  | Jannik Steimle |

### Saison 2018
Erfolge in der UCI Europe Tour
| Datum        | Rennen                                    | Kat. | Sieger            |
| ------------ | ----------------------------------------- | ---- | ----------------- |
| 22. Juni     | 3. Etappe Tour de Savoie Mont-Blanc (EZF) | 2.2  | Patrick Schelling |
| 23. Juni     | 4. Etappe Tour de Savoie Mont-Blanc       | 2.2  | Patrick Schelling |
| 29. Juli     | 2. Etappe Kreiz Breizh Elites             | 2.2  | Jannik Steimle    |
| 14. August   | Prolog Tour de Hongrie (EZF)              | 2.1  | Patrick Schelling |
| 7. September | 3. Etappe Okolo Jižních Čech (EZF)        | 2.2  | Patrick Schelling |
| 9. September | 5. Etappe Okolo Jižních Čech              | 2.2  | Jannik Steimle    |

Nationale Straßen-Radsportmeister
| Datum    | Rennen                                        | Sieger      |
| -------- | --------------------------------------------- | ----------- |
| 17. Juni | Schweizer Meisterschaft – Straßenrennen (U23) | Lukas Rüegg |

### Saison 2017
Erfolge in der UCI Europe Tour
| Datum        | Rennen                       | Kat. | Sieger            |
| ------------ | ---------------------------- | ---- | ----------------- |
| 2. September | 4. Etappe Okolo Jižních Čech | 2.2  | Patrick Schelling |

Mannschaft
| Teamkader 2017          | Teamkader 2017    | Teamkader 2017 | Teamkader 2017                    |
| Name                    | Geburtsdatum      | Land           | Vorheriges Team                   |
| ----------------------- | ----------------- | -------------- | --------------------------------- |
| Sebastian Baldauf       | 22. Februar 1989  | Deutschland    | MLP Bergstraße (2014)             |
| Manuel Bosch            | 28. April 1989    | Österreich     |                                   |
| Zsolt Dér               | 25. März 1983     | Ungarn         | Start-Massi Cycling Team (2015)   |
| Gian Friesecke          | 26. November 1994 | Schweiz        |                                   |
| Daniel Geismayr         | 28. August 1989   | Österreich     |                                   |
| Maximilian Hammerle     | 25. Juni 1993     | Österreich     |                                   |
| Reinier Honig           | 28. Oktober 1983  | Niederlande    | Roompot-Oranje Peloton (2016)     |
| Patrick Jäger           | 3. Februar 1994   | Österreich     |                                   |
| Michael Kucher          | 26. März 1993     | Österreich     |                                   |
| Fabian Lienhard         | 3. September 1993 | Schweiz        | BMC Development (2016)            |
| Lukas Meiler            | 14. Februar 1995  | Deutschland    | Gebrüder Weiss-Oberndorfer (2014) |
| Martin Meiler           | 19. März 1998     | Deutschland    |                                   |
| Patrick Schelling       | 1. Mai 1990       | Schweiz        | IAM Cycling (2015)                |
| Théry Schir             | 18. Februar 1993  | Schweiz        |                                   |
| Francesc Zurita         | 10. Januar 1992   | Spanien        |                                   |
|                         |                   |                |                                   |
| Quelle: ProCyclingStats |                   |                |                                   |

### Saisons 2010 bis 2016
- Team Vorarlberg/Saison 2016
- Team Vorarlberg/Saison 2015
- Team Vorarlberg/Saison 2014
- Team Vorarlberg/Saison 2013
- Team Vorarlberg/Saison 2012
- Team Vorarlberg/Saison 2011
- Vorarlberg-Corratec/Saison 2010

### Saison 2009
| Datum     | Rennen                              | Kat. | Fahrer            |
| --------- | ----------------------------------- | ---- | ----------------- |
| 19. April | 8. Etappe Presidential Cycling Tour | 2.1  | Sebastian Siedler |
| 2. August | 5. Etappe Dänemark-Rundfahrt        | 2.HC | Sebastian Siedler |

### Saison 2008
| Datum         | Rennen                                  | Sieger           |
| ------------- | --------------------------------------- | ---------------- |
| 14. September | Gesamtwertung (U23) Tchibo Top Rad Liga | Christoph Sokoll |
| 6. September  | Bergwertung Deutschland Tour            | Daniel Musiol    |
| 10. August    | GP Kalsdorf                             | Cameron Wurf     |
| 4. August     | Kriterium Bischofshofen                 | Gerrit Glomser   |
| 2. August     | Kriterium Rankweil                      | René Weissinger  |
| 19. Juli      | Kriterium Hohenems                      | Harald Morscher  |
| 22. Juni      | Sprintwertung Tour de Suisse            | René Weissinger  |
| 21. Juni      | Lungau-Rundfahrt                        | Gerrit Glomser   |
| 8. Juni       | Wien-Laßnitzhöhe                        | Daniel Musiol    |
| 29. Mai       | 2. Etappe Bayern-Rundfahrt              | Olaf Pollack     |
| 17. Februar   | Bergwertung Giro di Grossetto           | Gerrit Glomser   |

### Saison 2007
| Datum         | Rennen                            | Sieger             |
| ------------- | --------------------------------- | ------------------ |
| 23. September | GP Vorarlberg *                   | Gerrit Glomser     |
| 22. September | Kriterium Rankweil                | Werner Riebenbauer |
| 25. August    | 2. Nightrace in Waidhofen/Ybbs    | Gerrit Glomser     |
| 12. August    | Straßenrennen Sarleinsbach        | Josef Benetseder   |
| 21. Juli      | Kriterium Hohenems                | Harald Morscher    |
| 13. Juli      | Etappensieg, Österreich-Rundfahrt | Gerrit Glomser     |
| 24. Juni      | Tour de Suisse, Sprintklassement  | Florian Stalder    |
| 22. Juni      | Radboom Nightrace Nauders         | Christian Lener    |
| 12. Mai       | Kriterium Köflach                 | Harald Morscher    |

### Saison 2006
| Datum        | Rennen                  | Sieger            |
| ------------ | ----------------------- | ----------------- |
| 11. Juni     | Straßenrennen Ranshofen | Harald Morscher   |
| 18. Juni     | Viper GP Kärnten        | Gerrit Glomser    |
| 24. Juni     | ÖM Zeitfahren (U23)     | Stefan Denifl     |
| 22. Juli     | Kriterium Hohenems      | Patrick Riedesser |
| 12. August   | Kriterium Dornbirn      | Gerrit Glomser    |
| 13. August   | Kriterium Rankweil      | Harald Morscher   |
| 15. Juli     | GP Vorarlberg           | Harald Morscher   |
| 3. September | Straßenpreis Schwaz     | Harald Morscher   |

## Platzierungen in UCI-Ranglisten
UCI-Weltrangliste
| World Ranking | World Ranking | World Ranking             | World Ranking |
| Jahr          | Teamwertung   | Einzelwertung             |               |
| ------------- | ------------- | ------------------------- | ------------- |
| 2016          | —             | Patrick Schelling (400. ) |               |
| 2017          | —             | Fabian Lienhard (274. )   |               |
| 2018          | —             | Patrick Schelling (180. ) |               |
| 2019          | 55.           | Patrick Schelling (222. ) |               |
| 2020          | 67.           | Alexis Guérin (326. )     |               |
| 2021          | 61.           | Roland Thalmann (312. )   |               |
| 2022          | 66.           | Alexis Guérin (373. )     |               |
| 2023          | 88.           | Colin Stüssi (388. )      |               |
| 2024          | 100.          | Lukas Rüegg (898. )       |               |
|               |               |                           |               |
| Quelle: UCI   |               |                           |               |

UCI America Tour
| Saison    | Lizenz                   | Mannschaftswertung | Fahrerwertung         |
| --------- | ------------------------ | ------------------ | --------------------- |
| 2009      | Professional Continental | –                  | –                     |
| 2010-2011 | Continental              | –                  | –                     |
| 2012      | Continental              | 39.                | Patrick Konrad (199.) |
| 2013-2016 | Continental              | –                  | –                     |

UCI Asia Tour
| Saison | Lizenz                   | Mannschaftswertung | Fahrerwertung             |
| ------ | ------------------------ | ------------------ | ------------------------- |
| 2008   | Professional Continental | 37.                | Pascal Hungerbühler (65.) |
| 2009   | Professional Continental | 40.                | René Haselbacher (140.)   |
| 2010   | Continental              | 53.                | René Weissinger (270.)    |
| 2011   | Continental              | 49.                | René Weissinger (216.)    |
| 2012   | Continental              | –                  | -                         |
| 2013   | Continental              | 49.                | Daniel Biedermann (133.)  |
| 2014   | Continental              | 28.                | Fabian Schnaidt (45.)     |
| 2015   | Continental              | 59.                | Víctor de la Parte (154.) |
| 2016   | Continental              | –                  | –                         |

UCI Europe Tour
| Saison | Lizenz                   | Mannschaftswertung      | Fahrerwertung            |
| ------ | ------------------------ | ----------------------- | ------------------------ |
| 2003   | GS III                   | 4.                      |                          |
| 2004   | GS III                   | 7.                      |                          |
| 2005   | Continental              | 58.                     | René Weissinger (96.)    |
| 2006   | Professional Continental | 66.                     | Harald Morscher (287.)   |
| 2007   | Professional Continental | 47.                     | Florian Stalder (126.)   |
| 2008   | Professional Continental | 48.                     | Andreas Dietziker (159.) |
| 2009   | Professional Continental | 58.                     | Sebastian Siedler (134.) |
| 2010   | Continental              | 67.                     | Josef Benetseder (398.)  |
| 2011   | Continental              | 86.                     | Reto Hollenstein (247.)  |
| 2012   | Continental              | 29.                     | Robert Vrečer (16.)      |
| 2013   | Continental              | 90.                     | Dominik Hrinkow (448.)   |
| 2014   | Continental              | 55.                     | Fabian Schnaidt (224.)   |
| 2015   | Continental              | 44.                     | Víctor de la Parte (25.) |
| 2016   | Continental              | 53.                     | Patrick Schelling (203.) |
| 2017   | 43.                      | Fabian Lienhard (117.)  |                          |
| 2018   | 25.                      | Patrick Schelling (82.) |                          |

UCI Oceania Tour
| Saison    | Lizenz                   | Mannschaftswertung | Fahrerwertung            |
| --------- | ------------------------ | ------------------ | ------------------------ |
| 2005      | Continental              | 6.                 | Fraser MacMaster (7.)    |
| 2006      | Professional Continental | 22.                | Werner Riebenbauer (37.) |
| 2007      | Professional Continental | –                  | –                        |
| 2008      | Professional Continental | 14.                | Cameron Wurf (14.)       |
| 2009      | Professional Continental | –                  | –                        |
| 2010-2016 | Continental              | –                  | –                        |

## Bekannte ehemalige Fahrer
- Michael Rasmussen (1999)
- Jean Nuttli (2003–2004)
- Christian Pfannberger (2003)
- Jure Golčer (2003)
- Harald Morscher (2006–2009)
- Gerrit Glomser (2006–2008)
- Sven Teutenberg (2006–2007)
- Gerhard Trampusch (2007)
- Olaf Pollack (2008)
- Wim Van Huffel (2009)
- René Haselbacher (2009–2010)
- Sebastian Siedler (2009–2010)
- Raivis Belohvoščiks (2011)
- Silvan Dillier (2011)
- René Weissinger (2004–2005 und 2007–2012)
- Josef Benetseder (2006–2012)
- Robert Vrečer (2012 und 2014)
- Reinier Honig (2014)
- Fabian Schnaidt (2014)

## Trikothistorie

2005
2006
2007
2008
2009
2010
2011